# NGC 2707
NGC 2707 est une paire d'étoiles située dans la constellation de l'Hydre. L'astronome allemand Wilhelm Tempel a enregistré la position de cette étoile en 1876.